# یودایامپرور
یودایامپرور (به انگلیسی: Udayamperoor) یک زیستگاه انسانی در هند است که در Ernakulam district واقع شده‌است.